# (4358) Lynn
(4358) Lynn es un asteroide perteneciente al cinturón de asteroides, descubierto el 5 de octubre de 1909 por Philip Herbert Cowell desde el Real Observatorio de Greenwich, Greenwich, Inglaterra.

## Designación y nombre
Designado provisionalmente como A909 TF. Fue nombrado Lynn en homenaje a William Thynne Lynn miembro del equipo del Observatorio de Greenwich y autor de varios libros.

## Características orbitales
Lynn está situado a una distancia media del Sol de 2,606 ua, pudiendo alejarse hasta 3,054 ua y acercarse hasta 2,159 ua. Su excentricidad es 0,172 y la inclinación orbital 13,080 grados. Emplea 1536,87 días en completar una órbita alrededor del Sol.

## Características físicas
La magnitud absoluta de Lynn es 12,42. Tiene 9,122 km de diámetro y su albedo se estima en 0,307.